# Callidium cicatricosum
Callidium cicatricosum är en skalbaggsart som beskrevs av Mannerheim 1853. Callidium cicatricosum ingår i släktet Callidium och familjen långhorningar.
Artens utbredningsområde är Alaska. Inga underarter finns listade.